# Frank Stoker
Francis Owen Stoker (Dublino, 29 maggio 1867 – Dublino, 8 gennaio 1939) è stato un tennista e rugbista a 15 irlandese.

## Biografia
Nacque a Dublino in una famiglia numerosa, era imparentato alla lontana con lo scrittore Bram Stoker. Ebbe cinque figlie tra cui Norma che intraprese a sua volta la carriera tennistica raggiungendo la finale dell'Irish Open nel 1931 e 1933.

## Carriera

### Tennistica
Iniziò a competere a metà anni 1880 in coppia col fratello Ernest per poi trovare un nuovo compagno in Joshua Pim, insieme i due conquistarono l'Irish Open in cinque diverse occasioni e vinsero il torneo di Wimbledon 1890 e 1893. Si ritirò dall'attività agonistica nel 1896 risultando uno dei due irlandesi capaci di vincere Wimbledon almeno due volte, insieme allo storico compagno di doppio Pim.

## Finali nei tornei del Grande Slam

### Doppio

#### Vittorie (2)
| Anno | Torneo                      | Compagno   | Avversari in finale          | Punteggio               |
| 1890 | Torneo di Wimbledon, Londra | Joshua Pim | Ernest Lewis George Hillyard | 6-0, 7-5, 6-4           |
| 1893 | Torneo di Wimbledon, Londra | Joshua Pim | Harry Barlow Ernest Lewis    | 4–6, 6–3, 6–1, 2–6, 6–0 |

#### Finali perse (1)
| Anno | Torneo                      | Compagno   | Avversari in finale               | Punteggio          |
| 1891 | Torneo di Wimbledon, Londra | Joshua Pim | Wilfred Baddeley Herbert Baddeley | 6–1, 6–3, 1–6, 6–2 |